# Will Hoy
Will Hoy (Melbourn, 2 aprile 1952 – Londra, 19 dicembre 2002) è stato un pilota automobilistico britannico, vincitore del BTCC 1991.

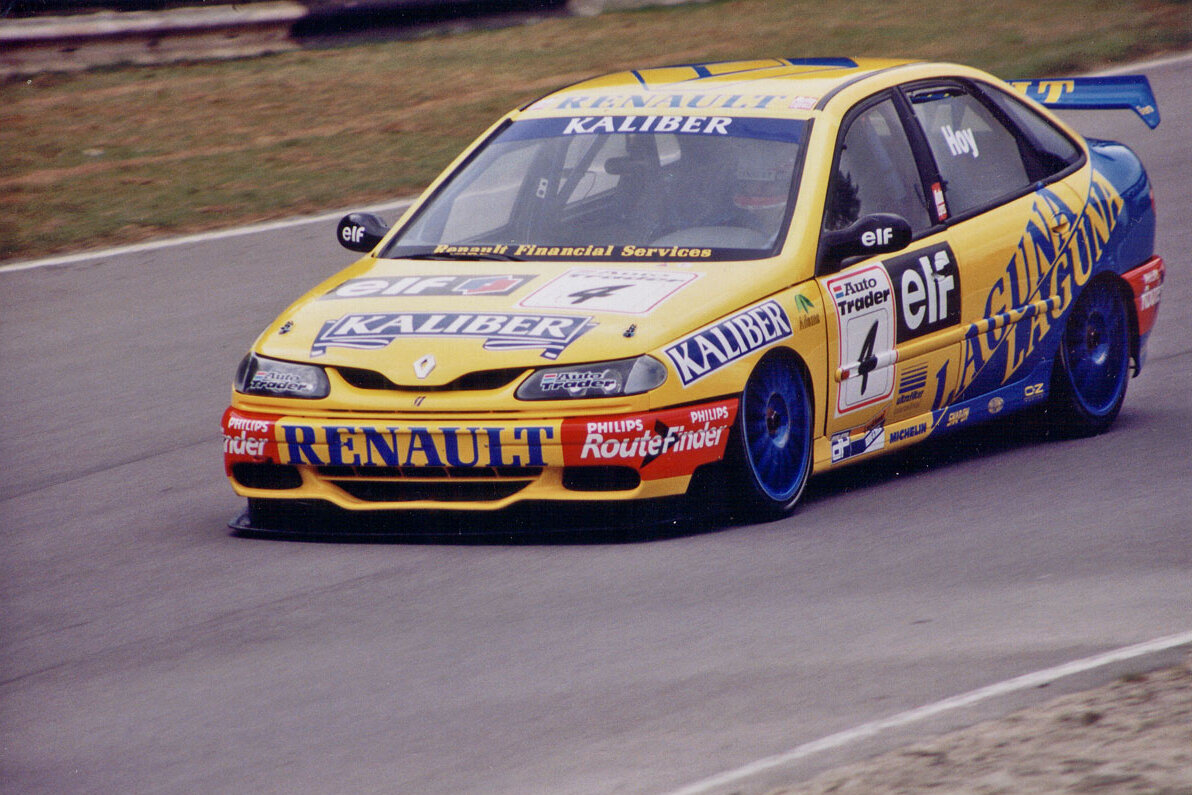
Will Hoy su Renault Laguna al BTCC 1996

Nella sua carriera ha preso parte a quattordici edizioni consecutive del BTCC dal 1987 al 2000. Ha partecipato anche cinque edizione della 24 ore di Le Mans nel 1985, 1987, 1988 1989 e 1991. È morto nel dicembre 2002 dopo una lunga malattia a causa di un tumore al cervello.

## Palmarès
- British Touring Car Championship: 1
1991 su BMW M3